# Winifred Burkle
Winifred Burkle, kallad Fred, är en fiktiv rollfigur i TV-serien Angel. Fred är det vetenskapliga geniet i Angel Investigations. Hon är ett matvrak och hennes favoriträtt är tacos. Utöver detta är hon dessutom godhjärtad, blyg och försiktig och blir ofta nervös.

## Bakgrund
Fred växte upp i Dallas, Texas och hennes föräldrar heter Roger & Trish Burkle. När hon slutade college flyttade hon till Los Angeles för att fortsätta studera. Hon började samtidigt arbeta som bibliotekarie. 1996 hittade Fred en bok i biblioteket med text på ett okänt språk som hon började läsa högt ur. Texten öppnade en portal som Fred åkte genom till dimensionen Pylea. I Pylea blev Fred behandlad som slav (s.k. ko) i fem år innan Angel Investigations åkte till samma plats för att rädda Cordelia Chase som också kommit till dimensionen genom en portal. 

## Angel Investigations
När gänget kommit tillbaka till L.A erbjöd Angel Fred att bo på hotellet. Fred hade vissa problem att återanpassa sig till ”det normala” livet igen och höll sig i början mest inne på sitt rum. Efterhand började hon följa med i arbetet på Angel Investigations och blev snart betraktad som en medlem i gänget. I säsong 3 inledde hon även ett förhållande med Charles Gunn som varar ända till säsong 4 . De två fortsätter dock att vara goda vänner fram till Freds död.

## Wolfram & Hart
När Angel Investigations tar över Wolfram & Hart blir vetenskapsavdelningen Freds område. Hon är väldigt imponerad över teknologin och möjligheterna hon har i labbet jämfört med de hon hade på Hyperion Hotel. Hennes assistent Knox blir förälskad i henne och de två dejtar fram tills Fred bestämmer sig för att försöka med Wesley. I avsnittet 5.15 ’’A Hole in the World’’ mottar Wolfram & Harts labb en märklig kista. När Fred ska undersöka leveransen andas hon in dammig luft från sarkofagen. Senare under dagen, när hon och Wesley står och pratar börjar hon nynna med i en sång Lorne sjunger. Lorne känner direkt att något är väldigt fel, samtidigt som Fred börjar hosta blod och kollapsar. Fred har blivit infekterad av innehållet i sarkofagen, Illyria. Angel Investigations söker förtvivlat efter ett botemedel, men får som svar att det enda de skulle kunna göra är att återföra sarkofagen till den djupare källan och att det skulle innebära att tusentals människor skulle dö eftersom Illyria skulle infektera alla människor under vägen för att gripa sig fast i livet. Winifred dör i Wesleys armar och det sista hon frågar honom är varför hon inte får stanna.